# Vestec (Nyugat-prágai járás)
Vestec település Csehországban, Nyugat-prágai járásban. Vestec Zlatníky-Hodkovice, Jesenice és Prága településekkel határos. Lakosainak száma 3120 fő (2024. január 1.).

## Népesség
A település lakosságának változását az alábbi diagram mutatja:
| Lakosok száma | 340  | 346  | 298  | 356  | 464  | 774  | 2500 | 2675 | 2729 | 3120 |
|               | 1869 | 1890 | 1921 | 1950 | 1980 | 2001 | 2017 | 2019 | 2022 | 2024 |